# NGC 6023
NGC 6023 је елиптична галаксија у сазвежђу Змија која се налази на NGC листи објеката дубоког неба.
Деклинација објекта је + 16° 18' 38" а ректасцензија 15h 57m 49,5s. Привидна величина (магнитуда) објекта NGC 6023 износи 13,3 а фотографска магнитуда 14,3. NGC 6023 је још познат и под ознакама UGC 10106, MCG 3-41-10, CGCG 108-21, NPM1G +16.0443, PGC 56492.